# CRTモーニングタイムズ
『CRTモーニングタイムズ』は、栃木放送で2008年4月から放送されていた朝のワイド番組である。放送は月曜 - 金曜の朝5:00 - 9:00で、前番組「CRTモーニングダイヤル〜朝はココから〜」の改編番組である。これまで朝6:00より放送開始していたが、2009年10月期改編時から5:30スタートとし、2010年4月期改編時から5:00スタートとなった。

## パーソナリティー

### 2012年4月 - 放送終了
- 月～木　中村紘子（同姓同名のピアニストとは別人）
  - 月・火ニュース担当　小暮智
  - 水・木ニュース担当　斉藤巌
- 金　古川佳治

### 2009年9月 - 2012年3月
- 月・火 小暮智
- 水・木 斎藤巌
- 金 古川佳治

### 2009年7月 - 8月
- 月・火 福島真理子
- 水・木 高瀬美子
- 金 古川佳治

### 2009年6月 - 7月
- 月・火 古川佳治⇒福島真理子
- 水・木 川島正子⇒松井里恵⇒高瀬美子
- 金 古川佳治

### 2008年10月 - 2009年5月
- 月～木 新井清 夏に腰をいためたため長期休暇をもらうが復帰にいたらず卒業
- 金 古川佳治

### 2008年4月 - 2008年9月
- 月～木 高橋晴夫
- 金 新井清

## コーナー
5時台
- 5:00 県民の歌（放送上の1日の起点時間であり、局名告知<放送開始>アナウンスを兼ねる）
- 5:02 オープニング・天気予報
- 5:05 CRTニュース
- 5:30 快適生活ラジオショッピング
- 5:33 天気予報
- 5:35 県内の放射線量情報
- 5:45 スポーツニュース

6時台
- 6:00 CRTニュース
- 6:15 天気予報
- 6:17 音楽
- 6:20 鉄道・道路情報
- 6:25 快適生活ラジオショッピング
- 6:30 心のともしび
- 6:35 心の憩い
- 6:40 ふるさと民話の歌
- 6:48 ラジオライブラリー 新・人間革命
- 6:57 鉄道・道路情報

7時台
- 7:00 CRTニュース・天気予報
- 7:10 県政インフォメーション
- 7:15 歌のない歌謡曲
- 7:30 交通情報
- 7:33 最新のスポーツニュース
- 7:38 モーニングトピックス
- 7:43 とちぎふるさとネットワーク(第1・3月曜日 高めよう！とちぎの交通マナー)
- 7:48 交通情報
- 7:55 交通情報・鉄道情報

8時台
- 8:00 CRTニュース・天気予報
- 8:10 県民クイズ 栃木の達人
- 8:13 交通情報
- 8:15 
  - (月) 尾崎史郎の今日もあなたはhappyですか？
  - (火) 県北ちょっといい話
  - (水) なるほど！年金
  - (木) 奥日光ネイチャーウォッチング
  - (金) 両毛かわら版
- 8:20 インフルエンザミニ情報
- 8:23 交通情報
- 8:25 スズキハッピーモーニング 鈴木杏樹のいってらっしゃい
- 8:30 天気予報
- 8:32 アミューズメントコレクション
- 8:35 今日はこんな日
- 8:43 イベントナビ
- 8:45 ニュース
- 8:53 天気予報・県民クイズ正解者発表
- 8:57 エンディング